# Рассказово
Расска́зово — город (с 1926) в Тамбовской области России. Административный центр Рассказовского района, в который не входит. Город областного значения, образующий городской округ город Рассказово.

## История города
Основан как селение 2 мая 1697 года.
На рубеже XVII—XVIII веков на территории нынешнего Рассказовского района возникли крупные сёла: Рассказово, Верхнеспасское, Коптево, Подоскляй, Нижнеспасское, Саюкино, Дмитриевщина, Татарщино, в XVIII веке — Никольское, Рождественское, Хитрово, Ахтырка, Кобылинка (Котовское), Осиновка, Новгородовка (Бетины хутора), Алексеевка, Липовка, Керша, Платоновка (Тамбовская область) в XIX веке — Пичер, Ивановка, Каменные Озерки, Телешовка, Богословка, Можаровка, Надеждино.

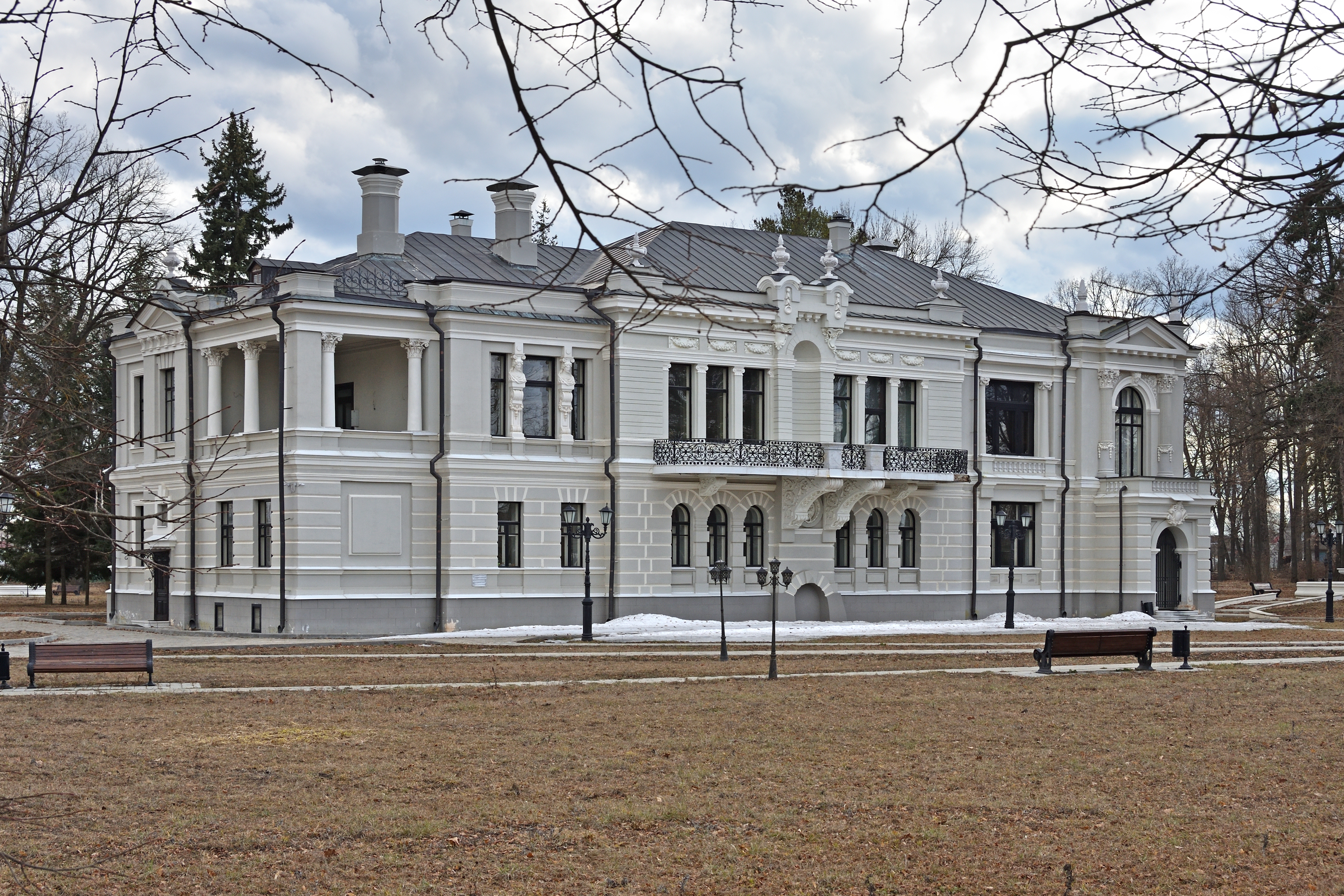
Усадьба Асеевых

Село Рассказово известно с 1697 года; тогда моршанский крестьянин Степан Андреевич Рассказ (Водянов) (ок. 1657-1714) получил царскую грамоту на основание этого поселения. Первыми жителями села стали в основном крестьяне тамбовских сёл Куликово и Морша.
В XVIII — начале XX века Рассказово славилось кустарными производствами: вязка чулок, выделка кож, производство свечей и мыла, мельничный промысел. К 1740 году действовал винокуренный завод А.Н. Демидова. В 1748 г. им же основан стекольный завод. В 1754 году в Рассказово возникло фабричное производство сукна — на фабрике Тулинова Я. В. и Олесова М. П. В 01.09.1774 года в селе и близ него в лесном массиве Бездушный Куст царскими войсками был разбит повстанческий отряд пугачёвцев.
16.04.1797 г. Императором Павлом I около трёх тыс. крестьян села были пожалованы братьям Архаровым — Ивану и Николаю. Суконная мануфактура И. П. Архарова в Рассказове была тогда одной из крупнейших в России. В середине XIX века здесь действовали суконные фабрики: наследников 
Архарова, Рагозы (Арженская фабрика), фабрики Малина и Полторацкого (Богословские фабрики), 60 кожевенных заводов, два поташных, ярмарка, базар, почтовая станция. Велась активная хлеботорговля, которая заметно ослабла после проведения Тамбово-Камышинской линии железной дороги; в это время главными предметами торговли стали скот, сырые кожи, сапоги местного производства.

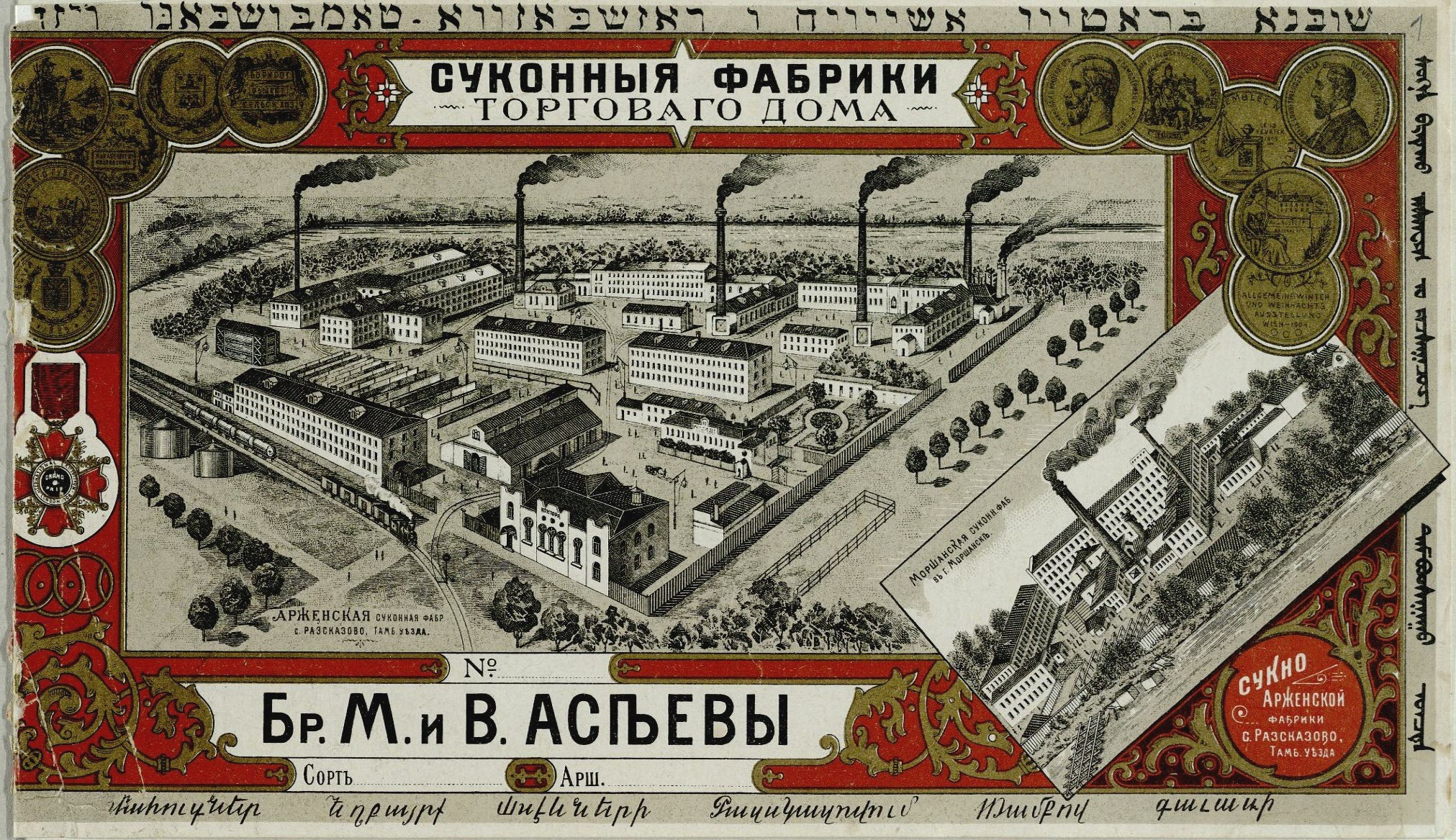
Суконные мануфактуры Торгового дома «Братья М. и В. Асеевы»

К концу XIX века Рассказово — крупный торгово-промышленный центр Тамбовской губернии (четыре суконные фабрики, войлочное заведение, винокуренный завод, а также небольшие кожевенные, мыловаренный заводы, паровая мельница и другие предприятия). Всего в 1913 году насчитывалось около шести тысяч рабочих.
В начале XX века имелись также почтово-телеграфная контора, телефонная сеть, земская больница, больницы при фабриках братьев Асеевых и Мунда, приёмный покой при фабрике Желтовых, аптека, приюты для сирот и престарелых, электротеатр Медведева, сеть земских, церковно-приходских и фабричных училищ. 11.04.1921 г. Рассказово захватили повстанческие войска А.С. Антонова. С XIX века Рассказово — крупный центр православного сектантства: христововеры (хлысты), молокане, субботники.
В конце XIX — начале XX веков Рассказово являлось одним из очагов культурной жизни губернии (хор И.К. Крюченкова, театр и оркестр братьев Асеевых, купеческий клуб).
Статус города Рассказово имеет с 1926 года. 4 мая 1943 года получил статус города областного подчинения.
Современный город Рассказово — промышленный город-спутник Тамбова.

## География

### Физико-географическое положение

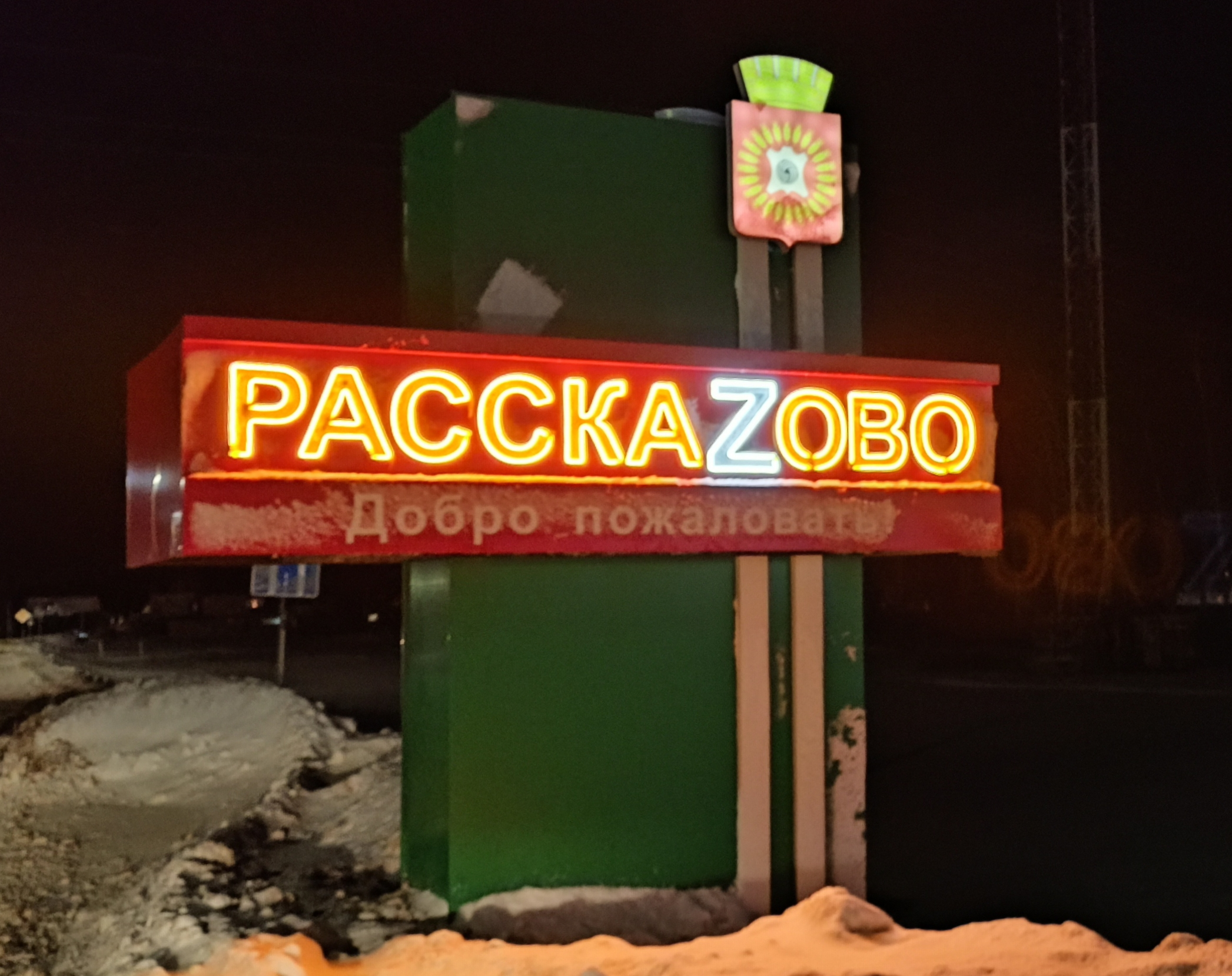
Стела на въезде в город

Расположен в центральной части Окско-Донской (Тамбовской) равнины, на реке Лесной Тамбов (правый приток Цны), при впадении в неё реки Арженка: в 10 км от железнодорожной станции Юго-Восточной железной дороги Платоновка, и примерно на таком же расстоянии от бывшей станции Рассказово (в настоящее время закрыта; ныне это — остановочный пункт Рассказово на перегоне Рада — Платоновка, в 40 км к востоку от Тамбова).

### Часовая зона
В городе действует московское время, часовая зона MSK (UTC+3).

### Климат
В городе умеренно континентальный климат, с умеренно холодной, снежной зимой и тёплым, достаточно влажным летом. Минимальное количество осадков выпадает в марте и в среднем составляет 31 мм. Наибольшее количество осадков выпадает в июле — в среднем 67 мм. Самый жаркий месяц года — июль, средняя температура которого составляет +20,2 °C. Самый холодный месяц — январь при средней температуре −9,8 °C.

## Население
| 1897    | 1926    | 1931    | 1939    | 1959    | 1967    | 1970    | 1979    | 1989    | 1990    | 1991    | 1992    |
| ------- | ------- | ------- | ------- | ------- | ------- | ------- | ------- | ------- | ------- | ------- | ------- |
| 12 000  | ↗25 000 | ↗26 600 | ↗30 800 | ↗33 785 | ↗37 000 | ↗40 038 | ↗43 585 | ↗49 058 | ↗50 800 | ↘50 700 | ↘50 500 |
| 1993    | 1994    | 1995    | 1996    | 1997    | 1998    | 1999    | 2000    | 2001    | 2002    | 2003    | 2005    |
| ↘50 400 | ↘50 200 | ↘50 000 | ↘49 900 | ↘49 500 | ↘49 000 | ↘48 700 | ↗49 300 | ↘48 800 | ↘46 516 | ↘46 500 | ↘45 500 |
| 2006    | 2007    | 2008    | 2009    | 2010    | 2011    | 2012    | 2013    | 2014    | 2015    | 2016    | 2017    |
| ↘45 000 | ↘44 600 | ↘44 400 | ↘44 245 | ↗45 484 | ↗45 500 | ↘45 138 | ↘44 996 | ↘44 928 | ↘44 760 | ↘44 180 | ↘43 758 |
| 2018    | 2019    | 2020    | 2021    |         |         |         |         |         |         |         |         |
| ↘43 330 | ↘42 767 | ↘42 679 | ↗47 644 |         |         |         |         |         |         |         |         |

На 1 января 2025 года по численности населения город находился на 332-м месте из 1124 городов Российской Федерации.
Национальный состав
По итогам переписи населения 2020 года проживали следующие национальности (национальности менее 0,1 % и другое, см. в сноске к строке «Другие»):
| Национальность | Численность, чел. | Доля     |
| -------------- | ----------------- | -------- |
| Русские        | 45 771            | 96,07 %  |
| Цыгане         | 269               | 0,56 %   |
| Армяне         | 128               | 0,27 %   |
| Узбеки         | 52                | 0,11 %   |
| Азербайджанцы  | 52                | 0,11 %   |
| Вьетнамцы      | 49                | 0,10 %   |
| Другие         | 1323              | 2,78 %   |
| Итого          | 47 644            | 100,00 % |

## Промышленность
На протяжении всей своей истории Рассказово развивался преимущественно как центр суконного производства.
Наиболее известным предприятием являлся Арженский суконный комбинат имени Красной Армии (до революции 1917 года — Суконная фабрика братьев М. В. и В. Т. Асеевых), ликвидированный в 2004 году и разрушенный в 2017 году.
Вторым предприятием по численности рабочих являлось сельскохозяйственное предприятие — Государственный племенной птицеводческий завод «Арженка» (до 2020 г. ОАО ППЗ «Арженка»). В настоящее время предприятие ликвидировано.
В 1990-е годы многие предприятия города (особенно относившиеся к лёгкой промышленности: производство шерстяных тканей, кожевенное производство) либо совсем исчезли, либо резко снизили объёмы производства.
В 2000-е годы в Рассказовском районе, близ села Никольское, было обнаружено крупнейшее в России месторождение ильменит-рутил-циркониевых песков.
В число основных предприятий города входят:
- Кожевенный завод «Раском»; (не действует)
- Биохимический завод;
- Спецстроймашремонт;
- Завод металлоконструкций «СВС-Техника»; (не действует)
- Племптицезавод «Арженка»; (не действует)
- Рассказовский Электротехнический Завод (не действует).

## Памятники

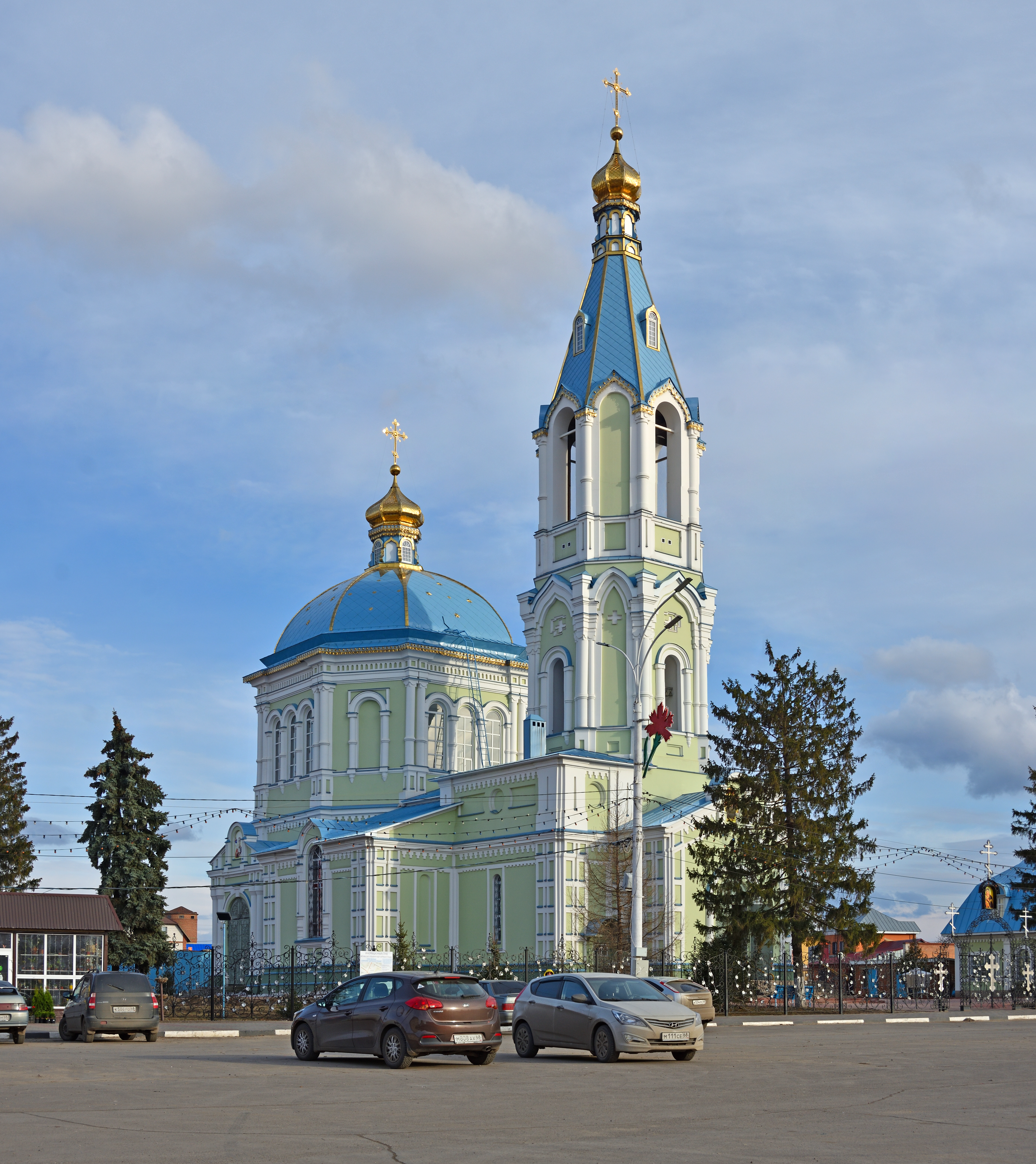
Церковь Иоанна Богослова

- Церковь Иоанна Богослова (1879 г.)
- Церковь св. Екатерины, 1893 г. с фабричной больницей и приютом
- Дворцово-парковый ансамбль бывшей усадьбы фабриканта В. Т. Асеева (1903 г.)
- Молитвенные дома субботников (1908) и молокан (1915)
- усадебный дом Тулиновых-Рагозы (до 1783 г.)
- остатки усадьбы дворянского рода Полторацкие, близких знакомых А. С. Пушкина (большая часть усадьбы снесена в 2014 г.)
- парк-усадьба братьев Архаровых (сгорела 10.10.2015 г.)
- остатки фабричной архитектуры XVIII—XX веков: суконные фабрики Тулинова, Малина, Рагозы, Полторацкого, Асеевых, винокуренный завод Крюченкова (старые фабрики уже большей частью разобраны на строительные материалы и металл).
- купеческие, торговые, школьные, сектантские, административные и жилые здания XVIII—XX веков (в последнее время массово сносятся и перестраиваются)

В 4 км к югу от Рассказово — островной участок леса «Бездушный куст» (площадь свыше 100 га), к западу от которого сохранилась часть старинного тракта: Казачья (Хоперская дорога), являющаяся сейчас частью дороги Рассказово-Алексеевка. По преданию, приводимому историками С. А. Березнеговским (1797—1868) и И. И. Дубасовым (1843—1913), в этом лесу скрывались отряды Е. И. Пугачёва.

## Культура
В городе находятся МБУ «Краеведческий музей города Рассказово Тамбовской области» и кинотеатр «Смена». При поездке по автодороге от автостанции Рассказово можно легко доехать автобусом до города Белинский, где находится музей-усадьба В. Г. Белинского, и до села Лермонтово, в котором расположен государственный Лермонтовский музей-заповедник «Тарханы».

## Знаменитые уроженцы
- Асеев, Михаил Васильевич — крупный землевладелец, предприниматель, влиятельный промышленник, купец 1-й гильдии, действительный статский советник, гласный Тамбовской городской думы.
- Асеев, Александр Васильевич — предприниматель, купец 1-й гильдии, действительный статский советник, общественный деятель, гласный Пензенской городской думы.
- Асеев, Василий Тихонович — предприниматель, крупный землевладелец, купец 1-й гильдии.
- Сергеев-Ценский, Сергей Николаевич — писатель[36], родился в селе Преображенье, Рассказовского района.
- Марков, Моисей Александрович — физик, академик РАН[37].
- Марков Даниил Александрович — невролог и физиотерапевт, профессор и академик АН БССР.
- Черкасов, Евгений Александрович — лейтенант, командир батареи № 19 БМ-13 (Катюша) в 19-й армии Западного фронта[38][39].
- Леньков, Александр Сергеевич — советский и российский актёр театра и кино. Народный артист России (1997)[40].
- Комягин, Александр Валерьевич — Герой Российской Федерации[41].
- Овчинников, Вячеслав Викторович — российский военный деятель, генерал-полковник, доктор юридических наук.
- Панков, Сергей Иванович — Советский военный деятель, участник Гражданской Войны, боях за Рассказово, подавления Тамбовского Восстания, Великой Отечественной войны. В годы Великой Отечественной войны Панков был генерал-майором, родился в д. Надеждино Рассказовского района.
- Попов, Борис Петрович — Герой Советского Союза[42].
- Гусева, Клара Ивановна — олимпийская чемпионка по конькобежному спорту, родилась[43] в селе Пичер Рассказовского района[44].